# 이베리스모

이베리스모가 제안하는 국기. 19 세기의 양국 국기를 기반으로 하고있다.

이베리스모(스페인어, 포르투갈어, 갈리시아어: Iberismo, 카탈루냐어: Iberisme)는 이베리아반도에 위치한 스페인과 포르투갈 양국의 정치적 통합을 목표로 하는 운동이다. 스페인과 포르투갈은 언어적, 문화적, 역사적으로 많은 요소를 공유하고 있기 때문에 19세기 중반부터 스페인, 포르투갈 양국의 지식인 중에는 이베리스모을 옹호하는 사람이 생겨나기 시작했다.

## 같이 보기
- 이베리아 연합
- 재통합주의